# 雷蒂亚山脉

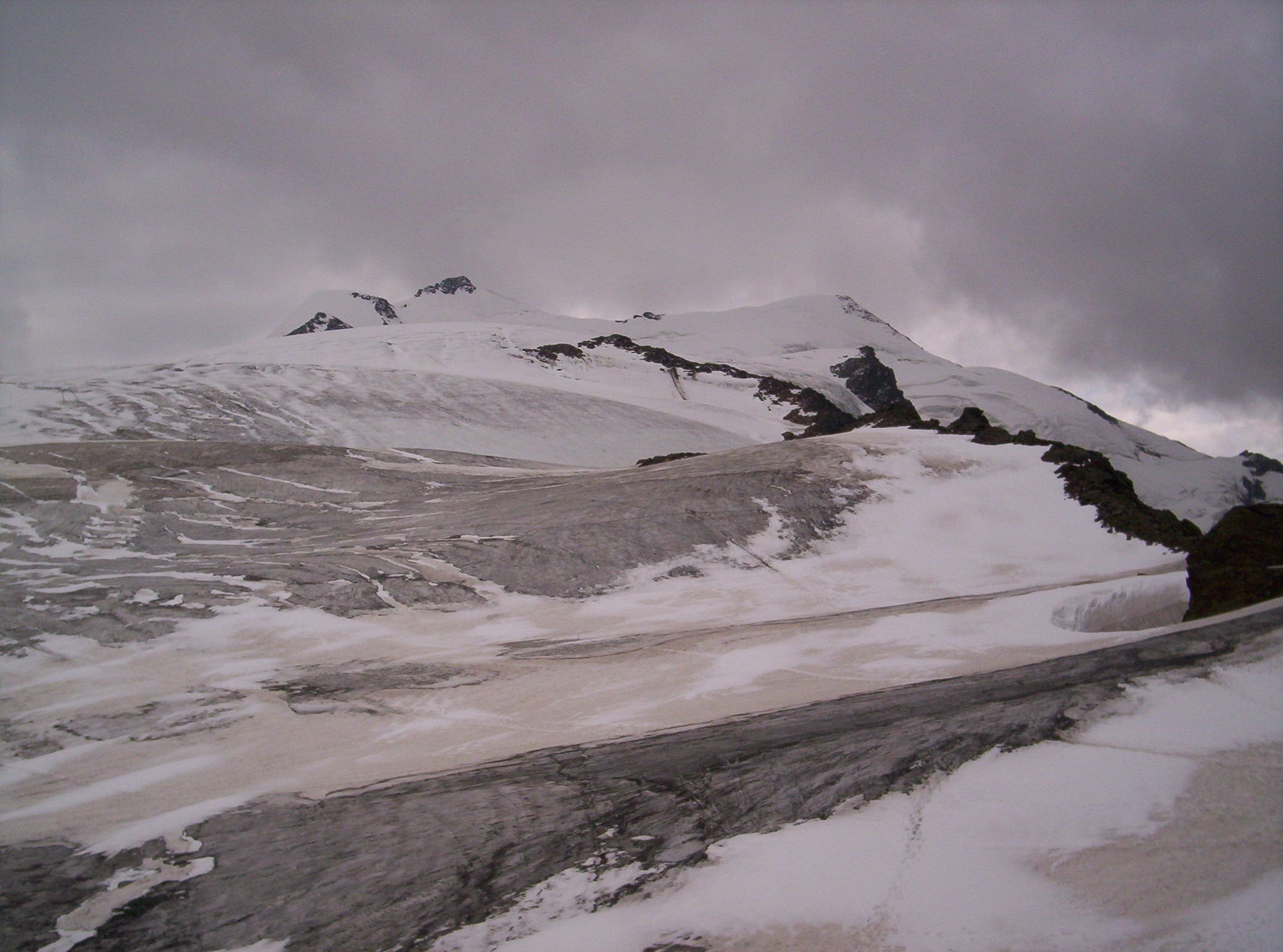

雷蒂亚山脉（德语：Rätische Alpen；意大利语：Alpi Retiche；英语：Rhaetian Alps）是歐洲的山脈，是南石灰岩山脉的一部分，橫跨瑞士、意大利倫巴底、特倫蒂諾-上阿迪傑、列支敦士登、奧地利福拉爾貝格州、蒂羅爾州，最高點海拔高度4,049米。
46°48′N 10°00′E / 46.800°N 10.000°E